# غرايام شيني
غرايام شيني (بالإنجليزية: Graeme Shinnie)‏ (4 أغسطس 1991 بأبردين في المملكة المتحدة - ) هو لاعب كرة قدم بريطاني في مركز الظهير. شارك مع منتخب اسكتلندا تحت 21 سنة لكرة القدم. أما مع النوادي، فقد لعب مع نادي أبردين ونادي إنفرنيس وForres Mechanics F.C. ‏.

## وصلات خارجية
- غرايام شيني على موقع الاتحاد الأوربي (الإنجليزية)
- غرايام شيني على موقع قاعدة بيانات كرة القدم.إي يو (الإنجليزية)
- غرايام شيني على موقع Soccerbase.com (لاعب) (الإنجليزية)
- غرايام شيني على موقع Soccerway.com (الإنجليزية)
- غرايام شيني على موقع عالم كرة القدم.نت (الإنجليزية)